# 明星食品
明星食品株式会社（みょうじょうしょくひん、英: Myojo Foods Co., Ltd.）は、東京都渋谷区千駄ヶ谷三丁目に本社を置く日清食品ホールディングス傘下の食品加工品会社。主にインスタントラーメン、カップ麺の製造・販売を行なう。
日清食品、東洋水産、エースコック、サンヨー食品などとともに日本を代表する即席麺メーカーとして知られる。
コーポレート・スローガンは「おいしさ、キラリ☆」。

## 沿革
- 1949年 - 奥井清澄ら有志が準備会社「協和商会」を設立。
- 1950年3月28日 - 明星食品株式会社[注 2]設立。食糧庁委託の乾麺製造を開始。
- 1959年 - 即席麺の製造を開始。
- 1960年 -「明星味付ラーメン」発売[要出典]。
- 1961年 - 鎌倉・由比ヶ浜の海の家で「明星チャーシューメン」という名のカップ麺を試験販売する。
  - インスタント袋麺が30円台だった当時、50円で売られた。アイスクリーム容器状の容量470cc程の紙製カップに麺と粉末スープと乾燥具が入っていたが、この試験販売で容器の耐油性に問題があることが判明。結局特許も実用新案権も取得せずに市販化を断念せざるを得なくなり、のちに親会社となる日清食品のカップヌードルに“市販カップ麺の第一号商品”の座を譲る結果となった。
- 1962年 - スープを粉末化して小袋包装する技術、いわゆる「スープ別添方式」を開発し「明星ラーメン」（後の「明星チャルメラ」の源流となった商品）を商品化する。
  - この技術を各社が模倣し、即席麺の標準型となり現在まで引き継がれている。それまでの即席麺は麺に味付けして油で揚げていたため、日清食品のチキンラーメンと同じようなワンパターンの味しか出来なかったが、この技術により味のバリエーションを作ることが出来るようになり、ラーメンのみならず焼そばや和風麺が商品化され市場が急激に拡大した。
- 1963年 - 大韓民国の三養食品との合弁で大韓民国に即席麺の工場を開設（日本国外での即席麺工場開設の起源）。
- 1966年 - 同社を代表する基幹商品「明星チャルメラ」発売。
- 1979年 - 東京証券取引所市場第2部（現・スタンダード市場）に上場。
- 1981年 - 「中華三昧」シリーズ発売。それまでインスタントラーメンとは無縁だった「高級」路線を打ち出したことで大ヒットを果たし、ライバル各社でも類似商品を発売。同社の主力商品となった。
- 1993年 -「一平ちゃん」シリーズ発売（なお、シリーズ中最も人気があるとされている「一平ちゃん夜店の焼そば」は1995年に発売開始）。
- 2006年 - TOBによる経営状況の変動（詳細は別項を参照）。
- 2009年 - 翌年の創業60周年に合わせる形で1年間限定のコーポレート・メッセージ「うまい!を、かなえる。」を発表。
- 2010年3月28日 - 創業60周年。新スローガン「おいしさ、キラリ☆」を発表。
- 2012年 - 中華三昧タテ型カップ麺を発売[3]。
- 2013年 - Quick 1発売。究麺（袋）発売（醤油、味噌）。東日本明星株式会社設立（旧：嵐山工場）。
- 2020年9月7日 - 創業70周年記念企画の一環として「チャルメラしょうゆラーメン 5食パック 復刻版」を数量限定発売[4]。

### TOB関連
- 2006年
  - 10月27日 - 当時、明星食品の筆頭株主（2006年3月末時点で23.1%保有）であったアメリカ合衆国の投資ファンドのスティール・パートナーズ・ジャパン・ストラテジック・ファンド（以下、スティール）が、明星食品に対するTOBを実施することを発表した。
  - 10月31日 - 当社経営陣がスティールへのTOBの応募見送りを株主に要請、いわゆる敵対的TOBとなった。以降、国内同業社らがホワイト・ナイトとして資本提携を模索する。
  - 11月15日 - 即席めん業界最大手の日清食品が明星食品に対する友好的TOBを発表し、明星食品が賛同する。
  - 11月27日 - スティールのTOBが期限を迎えたが、応募がなく不成立となる。その後スティールは、日清食品の明星食品に対するTOBを支持することを発表し、日清のTOBに応募する。
  - 12月15日 - 日清食品が明星へのTOBが成功したと発表。筆頭株主となる。
  - 12月22日 - 明星が法的に日清の連結子会社となる。
- 2007年3月31日 - 株式交換により日清の完全子会社となる。

解説
このTOBは、2007年（平成19年）から解禁される三角合併の前哨戦の意味合いがあり、全世界同時株高の情勢の中、出遅れ気味で割安とされる日本企業へのM&Aや、それに呼応した業界再編の動きが活発化するものと注目され、最終的には日清食品と明星の資本業務提携で決着した。
スティール・パートナーズは日清食品自体の株式も大量取得して筆頭株主となっていたが、2008年末までにスティール・パートナーズが日清食品の全株式を売却したことで、現在では対立構造は解消している。

## 工場・事業所・関連会社
- 埼玉工場（東日本明星株式会社） - 埼玉県比企郡嵐山町川島2360 （製造所固有記号：R→+R）
- 神戸工場（東日本明星株式会社） - 神戸市東灘区深江浜町34-2 （製造所固有記号：73→+W→+H）
- 研究所 - 東京都武蔵野市関前
- 量販営業部 - 東京都渋谷区千駄ヶ谷
- CVS営業部 - 東京都渋谷区千駄ヶ谷
- 営業所：札幌、北東北、北関東、千葉、首都圏営業課（本社内）、首都圏西、長野、静岡、北陸、大阪営業部、四国、沖縄
- 支店：東北、信越、中部、中四国、九州
- 株式会社ユニ・スター - 埼玉県比企郡嵐山町
- 明星サプライサービス株式会社 - 埼玉県比企郡嵐山町
- 神戸工場は2021年3月まで西日本明星株式会社だったが、東日本明星株式会社と合併。

※過去には九州工場（福岡県飯塚市）も存在したが、2012年の火災で休業後、神戸工場に統合される形で閉鎖された。

## 主な商品

### 現行商品
（現在。一部終売になっているものもある）
- 明星チャルメラシリーズ（袋めん、カップ麺の各種存在。詳細は後述）
- 中華三昧シリーズ（袋めん。高級インスタントラーメン[5]ブームを築いた。のちにカップ麺も発売。詳細は後述）
- 鉄板焼そば（旧名「鉄板焼そばじゃんぼ」。袋めん。従来はスパイシーな液体ソースを用いていたが、2006年に粉末ソースに変更。2008年4月に甘辛液体ソースに再変更）
- 一平ちゃん夜店の焼そばシリーズ（カップ焼そば。同社のカップめんとしての主力商品。一平ちゃんの“一平”は「平成で一番うまくなる様に願いを込め」から。）
  - ソース味【特製からしマヨネーズが添付、大盛りを含む】
  - 塩味【ブラックペッパー入りマヨネーズが添付】
  - カレー味【カレー味マヨネーズが添付】
  - チャーシューだれ旨醤油味【七味マヨネーズが添付】
  - 大辛【唐辛子入りのふりかけ添付】
  - わさび風味【わさびマヨネーズが添付】
  - ポテマヨ【マヨネーズが添付】
  - 辛子明太子味【辛子明太子風味マヨネーズが添付】
  - 瀬戸内レモン味【大盛りのみの販売、レモン風味マヨネーズが添付】
  - ショートケーキ味【バニラ風味マヨネーズが添付】
  - チョコソース【チョコソースが添付】 - 古来より“甘じょっぱい”味わいに親しんできた日本人の特性に注目し、塩キャラメルや柿チョコなども参考とし、甘じょっぱい焼そばもありではないかという理由で開発された[6]。

ほか
- 評判屋シリーズ（すべてオープンプライス。尤も、袋麺シリーズは事実上、チャルメラ袋麺シリーズの廉価版にあたる。2024年リニューアルし、減塩率を高めた[7]。）
  - 丼型中華カップ麺（重ねだしわかめ醤油ラーメン・重ねだしかきたまピリ辛塩ラーメン・重ねだしわんたん塩ラーメン・酸辣湯麺 (スーラータンメン)[8]）
  - 丼型和風カップ麺（重ねだしかきたまうどん・重ねだし鶏南蛮そば・きざみ揚げうどん[9]）
  - 角型カップ麺（ソース焼そば・塩焼そば・だし醤油焼うどん）
  - 袋麺（重ねだし醤油ラーメン・重ねだし味噌ラーメン・重ねだし塩ラーメン・重ねだし豚骨ラーメン）
- ノンフライワンタン（カップワンタン。しょうゆ味、わかめ、ピリ辛チゲ、たまごスープの4種類がある。すべて100円）
- 飲茶三昧シリーズ（カップ）
  - スープ春雨（野菜白湯、とろみ醤油、ピリ辛豆腐チゲ、参鶏湯の4種類）
  - 飲茶三昧Special
- チョッパヤ（縦型カップめん。超極細スチームノンフライ麺）
- 太打製麺所（大盛三色揚玉うどん、大盛うま辛チゲうどんの2種類。ただし後者は終売で公式サイトから削除）
- 旨打製麺所（大盛スタミナ醤油、大盛豚骨しょうゆ）
- 蕎麦打製麺所（大盛揚玉そば）
- これぞワンタン!というくらい餡をたっぷり包んだワンタン麺（しょうゆ、しお、チゲ風味の3種類）[10][11]
- ラーメンの底力（どんぶり型カップめん。太麺と濃厚みそ、平打麺と濃厚とろ塩の2種類）
- 麺's倶楽部R50（どんぶり型カップめん。かつて発売されていた「麺's倶楽部」を50代男性向けに復活。淡麗しょうゆ）
- 地域の名店シリーズ（セブン-イレブンとの共同開発。原則としてモデルとなるラーメン店のある地域のみで限定販売される）
- ドカッ盛り 太ちゃんぽん
- 低糖質麺シリーズ（糖質制限食でダイエットや血糖値管理を行っている消費者向けの商品）
  - 「はじめ屋」（こってり醤油豚骨味・糖質22.1g／こってり鶏白湯味・糖質23.8g）
  - 「ローカーボNoodles」（コンソメ味・糖質13.6g／塩バジル味・糖質14.4g）
- のりたま焼うどん[12]
- 青春という名のラーメン（縦型カップめん。1984年10月から1986年7月まで発売された。2000年に復刻版が期間限定商品として発売された[注 3]。2024年9月23日、初代の終売（1987年3月）から36年6か月ぶりに復活[13][14]）
  - 初代（1984年 - 1987年）
    - 胸さわぎチャーシュー（1984年10月17日）
    - 純情コーン（1984年10月17日）
    - 誘惑ベジタブル（1984年10月17日）
    - 努力もち（1985年2月5日）
    - 知的なタコイカ（1985年7月17日）
    - 勝手にミートボール（1986年2月4日）
    - 翔んでるナゲット（1986年7月16日）
    - 燃えろハンバーグ（1986年7月16日）

  - 2代目（2024年 - 2025年）
    - 胸さわぎでかミート（2024年9月23日）
    - 誘惑でかタマゴ（2024年9月23日）
    - 純情でかポテト（2024年9月23日）

  - 3代目（2025年 - ）
    - こく旨しょうゆ味（2025年3月24日）
    - シーフード味（2025年3月24日）
    - しおバター味（2025年3月24日）

#### チャルメラ
看板商品の「明星チャルメラ」シリーズは、1966年（昭和41年）9月7日に発売開始し、半世紀（50年）以上も続くロングセラー商品（ブランド）である。袋めんのほか、チャルメラおじさんの顔をモチーフとしたナルトが入ったカップめんも存在。特に袋めんは同社を代表する主力商品となっている。
東京神田小川町の「粋好苑」というラーメン屋の味をモデルに開発された。
楽器のチャルメラが屋台のラーメン屋のシンボルとして使用されていた事から、それにちなんで付けられた商品名で、パッケージにもチャルメラを持つ屋台のラーメン屋のおじさん（後に「チャルメラおじさん」と呼ばれるようになる）が描かれている。即席麺のパッケージでイラスト中心の商品は本商品が初めて。また、同商品をモデルとしたプレイステーション専用ソフト『チャルメラ』も発売された。
袋めんタイプは2004年（平成16年）11月、長らく明星食品の特徴だった丸形の麺を、他社と同じ角形に変更した。ただし、他社の多くが「2つ折り構造」であるのに対し、以前の丸形と同様の「麺塊状」（特に構造はなく麺全体が一塊になっている）である。チャルメラの縦型カップは紙カップを使用しているが、日清食品の傘下になった後の2010年（平成22年）から「カップヌードル」などで使われている日清食品が独自に開発した「ECOカップ」に切り替わった。
2010年9月、袋麺のデザインと麺の太さ、スープの旨みなどを大幅にリニューアル。ホタテの旨みを今まで以上に強めた他、しょうゆ・みそ・しお・とんこつなどの各味の麺の太さをその味に合う形（しょうゆ・塩は中細麺、みそは中太麺、とんこつは細麺）に整理した。
2016年（平成28年）8月、発売50周年を機に、袋麺・カップ麺の全製品を大幅リニューアル。1966年の発売開始以来、長年親しまれた「チャルメラ」のロゴの書体の意匠を変更し、同時に横書きから縦書きに変更となった。

##### チャルメラおじさん

チャルメラおじさん

1966年（昭和41年）のチャルメラ登場当初から、ラーメンの屋台を引き続けている同商品の看板キャラクター。ジャージ姿で庇付き帽子を被り、客寄せのチャルメラを吹く壮年男性なので、通称「チャルメラおじさん」と呼ばれている。
「おじさん」、および同じく袋に描かれた「ネコ」「屋台」「夜景」のデザインは200点以上の候補から選ばれたイラストレーターの木村修二作のもの。
引いている屋台の名が「当たり屋」であるという以外、本名も年齢も不明である。必ず猫（通称、チャルメラにゃんこ）を一匹引き連れているが、猫の種類は主に黒猫。一時期、白猫や三毛猫が黒猫の代わりに登場した時期もあった。なお、当初この猫の名前は確定していなかったが、誕生50年を記念して広瀬すずとのコラボをした際に、新たに金の鈴を与えられ「すずネコ」と定められることとなった。
また、チャルメラおじさんのイラストも近年は不精ひげのない、さっぱりした顔のバージョンにリニューアルされ、服装もラインナップごとに色合いが異なる物に変化し、登場時には継ぎのあたっていたズボンも新しくなり、履物も草履からスニーカーに変更されるなど、時代にあわせて服装も変化している。
2000年（平成12年）にSUPER BELL''Zが発売したアルバム『スーパーベルズファン』では商品及びチャルメラおじさんをモチーフとした楽曲「チャルメラおじさんの奇妙な冒険」が発表されている。また、同楽曲は商品CMにも使用されていた。

##### すずネコ
チャルメラ誕生50周年経過を記念して、2017年広瀬すずとのコラボをした際に、いつもチャルメラおじさんの側にいる黒猫をフォーカスした。黒猫には金の鈴が与えられ、「すずネコ」の名前が付けられて、広瀬すずがそのキャラクターに扮してパッケージやCMに登場している。また、同年8月17日〜年末には、この広瀬すずが演じる「すずネコ」をモチーフとした、タカラトミーの女児対象きせかえ人形「リカちゃん」（すずネコリカちゃん）が当たるキャンペーンが行われている。

##### ちいかわ
2022年9月、明星チャルメラのコラボCM「ホッとする味だね。明星チャリメラ」篇として、タレントの本田翼とちいかわとハチワレが共演。その後、ちいかわは2023年9月にチャルメラのメインCMキャラクターに昇格となったが、それと引き換えに本田翼は2023年8月を以ってチャルメラのメインCMキャラクターを卒業した。

##### チャルメラのラインナップ
※ ★印が付与された商品は2025年現在終売済みとなった商品
袋めん
- しょうゆラーメン
- 味噌ラーメン
- 塩ラーメン
- とんこつラーメン（バリカタ麺豚骨）
- わかめラーメン
- のりラーメン（焼のり6枚付（5食パック、鶏がらしょうゆ味）
- 新味（5食パック。※四国地区限定）
- ちゃんぽん
- 焼きちゃんぽん★
- あんかけラーメン★
- ノンフライチャルメラ豚骨（バリカタ麺採用）
- 宮崎辛麺
- 油そば
- もやしが超絶うまいまぜそば ニンニクしょうゆ味

カップめん
- しょうゆ
- 塩★
- みそ★
- コーンラーメン（※九州・山口・沖縄地区限定）★
- 高菜ラーメン（※九州・山口・沖縄地区限定）★
- にんにくラーメン（しょうゆとんこつ味）（※九州・山口・沖縄地区限定）★
- チャルメラカップスペシャル（海老&エビワンタン麺 えび塩味）★
- バリカタ豚骨
- 宮崎辛麺
- 汁なし宮崎辛麺
- チャルメラどんぶり 宮崎辛麺
- チャルメラどんぶり コーンとんこつラーメン（※九州・沖縄地区限定）
- チャルメラの逸品 大盛 芳醇しょうゆ
- チャルメラの逸品 大盛 芳醇しお
- ちいかわラーメン しょうゆ味（※チャルメラシリーズ唯一のミニカップ麺）

### 地域限定商品
- 明星 沖縄そば（沖縄県限定）
- 明星 焼きそば屋台（関東地方限定）
- 鉄板焼そば かつお風味（5食パック。※兵庫・岡山・広島・四国地区限定）

ほか

### 中華三昧
明星の袋麺市場において、チャルメラと並ぶ看板商品。当社が本来持っていたノンフライ麺の製造技術を生かし、スープに付加価値を付けたものである。1981年10月に販売開始。当時は、他の袋麺が1個70円だった時代に1個120円と強気の価格設定を行うが、本格派、プレミア路線が奏功し、1981年の発売後品切れが続出、生産が追いつかなくなるほどのヒット商品となった。その前身として、得意客向けに作った百貨店限定商品として1個280円〜300円という設定の『中華飯店』を販売したが、これも大ヒットしている。もっとも、これは市販向けの中華三昧を販売するに当たってのマーケティング目的で、『中華三昧』販売のための試金石でもあった。
その後、業界に一大ブームを呼び起こし、他社も高級麺として日清飯店・麺皇（めんふぁん、日清食品）、日清御膳ほんうどん（日清食品）、華味餐庁（かみさんちん、東洋水産）、楊夫人（マダムヤン、ハウス食品）、桃李居（とうりきょ、サンヨー食品）、田吾作うどん（カップ麺、サンヨー食品）、四川菜館（カップ麺、エースコック）を販売するなど、ブームに追随しているが、これらの後発商品で最終的に好調な売れ行きを示したのは「楊夫人」くらいのものであった。
1983年には第1回「食品ヒット大賞」受賞。バブル期の1987年には百貨店限定として、具材にフカヒレやアワビなど高級食材を惜しげも無く使った1個1,000円という『新中華三昧特別仕様』という商品を販売し、これも大きな話題となった。
2012年、手軽に楽しめるタテ型カップ麺を発売。2021年に発売40周年を迎え、リニューアル。
「高級つゆそば」というコンセプトを打ち出した2014年4月21日のリニューアルで、それまで長年使用されていた「広東風」（醤油ラーメン）「北京風」（塩ラーメン）「四川風」（味噌ラーメン）の冠が外され、「オイスターソースとXO醤の芳醇醤油味」「蟹香油と鰕醤の海鮮塩味」「甜麺醤・豆豉醤・豆板醤の濃厚味噌味」となったが、2015年3月9日のリニューアルにて復活し「広東風醤油拉麺」「北京風塩拉麺」「四川風味噌拉麺」となった。

### タイアップ
- 佐野実シリーズ（後述）
- ぶぶか油そば（ラーメン専門店「ぶぶか」との共同開発。2011年に発売10周年を迎えた）
- 湾岸ラーメン（映画『踊る大捜査線』シリーズとのタイアップ。）
  - 踊る大捜査線 ザ・湾岸ラーメン 海鮮キムチ コク塩味（2010年公開の『踊る大捜査線 THE MOVIE3 ヤツらを解放せよ!』劇中のものと同一商品）
- 海猿大盛焼そば 濃厚ローストガーリック味（2010年公開の映画『THE LAST MESSAGE 海猿』とのタイアップ）- 2010年9月6日発売
- チャルメラ ワンピースヌードル BBQ（バーベキュー）しょうゆ味（2016年7月公開の映画『ONE PIECE FILM GOLD』とのタイアップ） - 2016年7月11日発売[27]
- チャルメラ ワンピースヌードル ペッパーシーフード味（2016年7月公開の映画『ONE PIECE FILM GOLD』とのタイアップ） - 2016年7月11日発売
- 一平ちゃん夜店の焼そば カラムーチョホットチリ味（湖池屋との共同開発） - 2016年11月発売
- 一平ちゃん夜店の焼そば すっぱムーチョさっぱり梅味（湖池屋との共同開発） - 2016年11月発売
- チャルメラ カップ リカちゃんヌードル オニオングラタン味/ポトフ味（後続発売の「すずネコパッケージ」及び「すずネコリカちゃん」プレゼントキャンペーンへとつながる商品） - 2017年5月1日発売
- 明星 モード学園コラボ 金曜日のにんにくラーメン 豚骨醤油 - 2021年2月15日発売

#### 佐野実シリーズ
「明星チャルメラ」の発売40周年を記念して、ラーメン店「支那そばや」の店主である佐野実が調製した「佐野実スペシャルスパイス」付きの「明星チャルメラ 限定しょうゆ味」（袋入り）を2006年（平成18年）1月16日から期間限定で発売した（袋のパッケージは黒色で、腕組みをしている佐野実の写真が目印）。その後、佐野実シリーズは「チャルメラ縦型カップ」「中華三昧シリーズ」「一平ちゃん 夜店の焼そば 大盛」にも登場した。なお、2010年9月20日にカップ麺で「限定味噌らぁ麺」が発売される。

### コラボレーション
以下はカルビーとのコラボレーション商品である（2003年発売、ローソン限定）。
- ピザポテト焼そば
- Calbee ポテトチップスコンソメパンチ焼そば
- サッポロポテト バーベQあじ焼そば
- かっぱえびせん焼そば

### 発売を終了した商品
- 明星味付ラーメン（袋めん）
- 明星ラーメンビーフ味（袋めん）
- 中麺 -ちゅんめん-（袋めん。1969年発売。ノンフライ麺の走りでもあり、他社も追随するほどのヒット商品であった）
- カップリーナ（縦型カップめん）
- 博多珉珉（1970年発売）
- 明星劉昌麺（袋めん。1970年発売。ねり味噌「四川あじ味噌」を使用。1971年に雑誌「暮しの手帖」に掲載された「インスタントラーメンのたべくらべ」で最高点を得た[28]）
- ミニラーメンちびろく（袋めん。6個の小型めんが一つの袋に入っている商品だった。後述参照）
- 九州っ子（袋めん・九州限定とんこつ味）
- 日本（袋めん。1975年に発売され、当時としては画期的なカツオや煮干、昆布などの和風だしをベースとしたインスタントラーメンだった）
- めん吉（ノンフライ袋めん、ノンフライどんぶり型カップめん。カップめん版は「どんぶりくん」のサブネームが付いていた。上記の「うまかめん」同様、2008年4月21日に「どんぶりくん」の復刻版が期間限定商品として発売されていた）
- うまかめん（どんぶり型カップ。とんこつ味。1980年代前半に一世を風靡した商品であったが、2008年4月21日に復刻版が期間限定商品として発売された）
- ラーメン紀行（ノンフライ袋めん。1983年発売。中華三昧のヒットを受け、中華三昧のご当地ラーメン版という位置付けで販売された。2000年代になってもカップ麺として何度か販売実績がある。このCMの撮影は近畿日本鉄道山田線明星駅で行われた）[29]
- 味の一徹（ノンフライ袋めん、ノンフライどんぶり型カップめん。1989年1月発売）
  - しょうゆ味（袋、カップ）
  - とんこつ（袋のみ）
  - バター風味コーンラーメン（カップのみ）
- 夜食亭シリーズ（どんぶり型カップめん、インスタントおよび生タイプ。生タイプはラーメンとうどんが混在）
- 龍翔（「夜食亭・生タイプラーメン」の後継商品。醤油味と味噌味が存在していた。しかしライバル商品の「日清ラ王」には勝てず密かに販売終了となった）
- 明星　焼きそば屋台（関東ローカル。1994年～1995年ごろまで発売）
- 元祖 一平ちゃん（袋めん。1994年〜1995年まで発売）
- うまつゆラーメン（どんぶり型カップめん。「スーパーノンフライ製法」を採用）
- みちのく味紀行（スーパーノンフライ製法のどんぶり型カップめん。東北限定。ラインアップは「秋田比内地鶏しょうゆラーメン」、「仙台辛味噌ラーメン」、「三陸海鮮塩ラーメン」の3品が存在していた。販売期間は2004年3月〜2007年2月まで）
- ぶっちぬき焦がし醤油味（カップめん。ニッポン放送『知ってる?24時。』発のオリジナル商品。2003年11月-2004年3月まで期間限定販売・発売された）
- もちっ!とワンタン麺シリーズ（基本ラインアップは「しょうゆ（肉ワンタン）」「塩味（海老ワンタン）」「とんこつ（野菜ワンタン）」の3品であるが、他に東北・信越限定の「仙台辛味噌味（肉ワンタン）」も存在した）
- ダイニングBeautyシリーズ（カップ春雨。「緑黄色野菜の酸辣湯」「五穀の参鶏湯」2種類）
- コク旨春雨（焦がしネギ豚骨醤油、煎りごま濃厚豚骨）
- 十八番（おはこ）シリーズ（オープンプライス商品。100円ショップを中心に販売。評判屋シリーズの前身）
  - 十八番（おはこ）中華そば（しょうゆ・みそ・しお。カップ）
  - 十八番（おはこ）ソース焼そば（カップ）
  - 十八番（おはこ）塩焼そば（カップ）
- トップバリュ（イオングループ開発商品。ジャスコ、サティ、マックスバリュ、ミニストップ、ダイエー他で販売。受託製造）
  - トップバリュ ヌードル（しょうゆ味、しお味、カレー味）
  - トップバリュ きつねうどん（つゆの味付けは、利尻昆布だし使用の「関西風」と東日本向けの2種類[要出典]）
  - トップバリュ 天ぷらそば
  - トップバリュ ソース焼きそば（レギュラーサイズのみ。過去には完全限定版として大盛りも存在）
- お千代の秘密シリーズ
  - 特製おあげ付きつねうどん
  - とりわかめそば
  - ちゃんぽんうどん
- うまつゆシリーズ
  - トマト仕立ての野菜スープ
  - 丸大豆しょうゆ味白菜ときくらげ入
  - 天然塩しお味ほうれん草とマッシュルーム入
  - 磯のりすっきりしお味
- Burgersシリーズ 
  - タルチキ タルタル風チキンバーガー味
  - テリヤキ てりやきバーガー味
- 入魂中華麺力シリーズ
  - 鶏ガラ炒りゴマしお味
  - 鶏ガラ揚げネギしょうゆ味
- 亜細亜麺紀行シリーズ
  - 印度風スパイシーカレー黒カレー
  - 韓国風ニンニクキムチラーメンしょうゆ
  - 四川風ピリ辛担々麵ごまみそ
- ラーメンの王道シリーズ
  - 尾道背脂醤油
  - 熊本とんこつ
- スタミナにんにくラーメンシリーズ
  - とんこつ味
  - しょうゆ味
- 関西風味すうどんでっせ
- かつお風味アップかげそばでっせええだし
- にんにくリキリキ!コク辛とんこつラーメン
- 評判の店シリーズ
  - 沖縄豚塩ラーメン
  - 名古屋カレーうどんコクとろみ仕立て
- 濃厚スープの豚ニララーメンこってりしょうゆ味
- 大盛豚三郎とんこつラーメン
- チーズトッピングのしお焼そば
- 大盛のりたまやきそば
- えびしおやきそば
- 味の三代目シリーズ
  - うま口しょうゆ味生まれたときからラーメン屋鶏がらラーメン
  - うま口しお味生まれたときからラーメン屋鶏がらラーメン
  - うま口だし白湯味生まれときからラーメン屋鶏がらラーメン
- 中華みんみんシリーズ
  - 四川風担々麺
  - 広東風かき玉麺
- だし源シリーズ
  - 醤油らーめん鶏ガラと魚だし
  - 味噌らーめん鶏ガラと魚だし
- チャルメラ海鮮しお
- チャルメラとんこつラーメン
- チャルメラまろやかカレー
- チャルメラ韓国風キムチ醤油味
- チャルメラ韓国風海鮮塩味
- チャルメラ焼そばしょうゆ味
- チャルメラわかめラーメン
- キムチチゲうどん
- 蝶野の黒魂
- 武藤の赤魂
- みちのく味めぐりシリーズ
- じゃがマヨネーズ塩焼そば
- 広東菜麺
- ラーメンの底力シリーズ
- Quick1（縦型カップ。熱湯を注いで1分で調理する。ブイヤベース、チキンコンソメ、ミネストローネの3種類）[注 5]
- 究麺（きわめん）（ノンフライ麺。当初はカップ麺での展開だったが、のちに袋入り麺が発売[注 6]）
- バリカタ細麺（カップ。しょうゆ、とんこつ、熱々とんこつ、熱々しょうゆ豚骨、とろみ醤油、旨辛とんこつの6種類）
- でっせシリーズ（カップめん。オープンプライス商品）
  - らーめんでっせ（ノンフライ麺。醤油味、味噌味、塩味が存在）
  - すうどんでっせ（フライ麺）
  - かけそばでっせ（フライ麺）
  - にゅうめんでっせ（スーパーノンフライ麺）
- 評判屋シリーズ（オープンプライス商品。100円ショップを中心に販売）
- 一平ちゃんシリーズ（カップ麺。醤油味、味噌味、豚骨味。1993年に発売開始。2018年を以って販売終了）
  - 「元祖」一平ちゃん（袋めん。醤油味、味噌味、豚骨味。1994年に発売開始。カップ麺の一平ちゃんシリーズと異なり、発売当初から販売不振のため1995年を以って販売終了）
- マリオラーメン（ミニカップ麺。ソーセージ入り醤油味、ミートボール入り醬油味。スーパーマリオブラザーズ2のタイアップ商品で、同作品の裏ワザシール付き）

等、多数

#### ミニラーメンちびろく
「ミニラーメン ちびろく」は、1974年（昭和49年）に発売開始し、1980年代初期にかけて製造販売されていた即席麺である。普通の袋麺よりかなり小型（縦横10センチ四方ほど）の麺が6個入って（麺の個包装はなく、6つが重なって入っている）1つのパックになった風袋の商品であり、普通の即席麺よりは量が多い分価格は高い（現在販売的に主流の即席麺5食パックよりは安い）。その麺2個で普通の即席麺1個分に相当した。後期には地域限定販売となっていた。また、同様の商品構成で同社の主力ブランド「チャルメラ」を冠した「チャルメラミニ6」も発売されていた。
当時のせんだみつお出演のテレビコマーシャルでは、大食漢のお父さんには3個（CMでは“ちび3”と呼ぶ）普通に食べたいお母さんは“ちび2”、ボク（子ども）の夜食やおやつには“ちび1”といった、麺の量の調整が簡単にできることを売りにしていた。ちなみにせんだみつおのタレントとしての「黄金期」として、本人が今でも話のネタにするほど当時はブレイクしたコマーシャルであり、商品の方も売れ行きが好調で、ラーメンがしょうゆ味、みそ味と出た後に焼きそばも追加発売された。
なお、フジテレビで1990年（平成2年）に放送された深夜番組『カノッサの屈辱』第13回放送（1990年7月23日（関東地区）、テーマ「インスタントラーメン 帝国主義国家の宣戦」）で、「ちびろく」の遺物が紹介された。

## 工場
- 埼玉県比企郡嵐山町（東日本明星株式会社 埼玉工場）
- 滋賀県栗東市
- 神戸市東灘区（東日本明星株式会社 神戸工場）
- 山口県下関市 [31]

営業所・支店については一覧を参照。

## 広告活動
テレビコマーシャルはたいてい15秒のスポットCMが多いが、提供番組では30秒もしくは15秒×2本で流れている。CM冒頭には左上（もしくは右上）に「明星」のロゴが表示される。

### 現在
※2025年5月現在
- 仲野太賀（一平ちゃん夜店の焼そば）

### 過去
- 岸部シロー（明星ラーメンビーフ味）
- 尾崎紀世彦（カップリーナ）
- 宍戸錠（めん吉）
- 神津善行（チャルメラ）
- 若山富三郎、岸本加世子（チャルメラデラ、チャルメラみそ吉）
- 西郷輝彦（どんぶりくん、どんぶりくんコーンラーメン）
- ザ・ハンダース（チャルメラどん）
- せんだみつお（ちびろく、うまかめん、九州っ子）
- 湯原昌幸（うまかめん、九州っ子）
- 柏原芳恵（うまかめん、鉄板やきそばじゃんぼ）
- 武岡淳一（明星鉄板そば）
- 中原理恵（日本、めん吉）
- ザ・タイガース（QUICK1）
- 斉藤由貴（青春という名のラーメンシリーズ）
- 伊武雅刀（中華三昧）
- Mr.オクレ（NEW焼きそば）
- 松村邦洋（一平ちゃんシリーズ）
- かとうれいこ（一平ちゃんシリーズ）
- 伊集院光（一平ちゃんシリーズ）
- 藤崎奈々子（一平ちゃんシリーズ）
- 金萬福（「元祖」一平ちゃん）
- 梅宮辰夫（「元祖」一平ちゃん）
- 森川由加里（夜食亭シリーズ）
- 高橋由美子（夜食亭シリーズ）
- 仲村トオル（夜食亭「生タイプ」シリーズ）
- 根岸季衣（チャルメラ）
- 帰ってきたウルトラマン（ウルトラマンジャック）（チャルメラカップ）
- バブルガムブラザーズ（龍翔）
- 三浦理恵子（ラーへの道）
- 本木雅弘（うまつゆラーメン）
- 大西結花（チャルメラ  のりラーメン）
- 松原千明（チャルメラ）
- 東原亜希（チャルメラ）
- 溝端淳平（一平ちゃんシリーズ）
- 柳楽優弥（一平ちゃん夜店の焼そば）
- 賀来賢人（一平ちゃん夜店の焼そば）
- 佐々木蔵之介（究麺シリーズ）
- 大橋のぞみ（チャルメラ）
- 柳原可奈子（チャルメラ）
- 三倉茉奈、三倉佳奈（究麺）
- 鈴木福（チャルメラ）[32]
- 松嶋尚美（チャルメラ）
- 中川翔子（Quick1）
- 六角精児（低糖質麺シリーズ）
- 塚地武雅（低糖質麺シリーズ）
- 小泉今日子（チャルメラ）
- 吉田日出子（チャルメラ）
- 広瀬すず（チャルメラ ・一平ちゃん）
- 関口メンディー（GENERATIONS from EXILE TRIBE）（一平ちゃん夜店の焼そば）
- 新川優愛（麺神）
- 秋山竜次（麵神）※「メガミ田フトシ」名義で出演[33]
- 桜井ユキ（中華三昧）
- 霜降り明星（中華三昧）
- サラ･コールディ、金丸紗希、木村星南、なこ（中華三昧）
- クールポコ（ロカボNOODLES）- 声のみ
- どぶろっく（ロカボNOODLES）- 声のみ
- 本田翼（麺神・一平ちゃん・チャルメラ）
- ちいかわ（チャルメラ）[34]
- 松本若菜（中華三昧）
- 當真あみ（青春と言う名のラーメン）

など

### 提供番組

#### テレビ
現在
- プリキュアシリーズ

過去
- ブラボー火星人（日本テレビ系 ※後期を一社提供）
- 空手風雲児（日本テレビ系 ※一社提供）
- これがクイズだ（日本テレビ系　※一社提供）
- 多数決バンザイ!テレカルチョ25→多数決クイズ テレカルチョ25（日本テレビ系 ※一社提供）
- TVジョッキー（日本テレビ系　※番組末期頃）
- 水曜ドラマ（日本テレビ系 ※枠自体は現在も継続）
- 明星杉の子劇場（TBS系 ※一社提供）
- 仮面ライダーストロンガー（毎日放送・TBS系）
- まんが日本昔ばなし（毎日放送・NET系 1975年1月-3月、TBS系 1976年1月 - 1994年3月）
- アッコにおまかせ!（TBS系 1985年10月 - 不明 ※番組自体は現在も継続）
- 加トちゃんケンちゃんごきげんテレビ（TBS系）
- テレビの王様→歌いこみ音楽隊!→筋肉番付（TBS系土曜19時枠前半パート）
- 火曜曲!（TBS系）
- ザ・対決!（フジテレビ系）
- どうーなってるの?!→噂のどうーなってるの?!→こたえてちょーだい!→わかってちょーだい!→ハピふる!→スパイスTV どーも☆キニナル!→知りたがり![注 8]（フジテレビほか 平日午前枠、金曜後半パート ※関東のみ）
- 明星女性劇場（NETテレビ（現・テレビ朝日）系 ※一社提供）
- クイズタイムショック（テレビ朝日系 ※初代、番組末期頃）[注 9]
- へーイ!ハイ!ガッツ（東京12チャンネル（現・テレビ東京））
- 吉本超合金F（テレビ大阪 2000年10月 - 2002年9月）
- イッポウ（CBCテレビ、火曜→木曜）
- あっぱれ!KANAGAWA大行進（tvk）

ほか

#### ラジオ
（現在および過去）
- 垣花正 あなたとハッピー!（ニッポン放送、リクエスト天気予報の月・水・金曜スポンサー）
- オールナイトニッポン「明星青春デリバリー」（ニッポン放送系、2005年10月 - 2013年9月、2005年10月 - 2012年9月：月 - 金曜→2012年10月 - 2013年9月：水 - 金曜スポンサー）
- 神津善行 音楽研究所（TBSラジオ）[注 10]
- 神津善行 音楽の世界（文化放送）[注 10]
- 中森明菜「ひとつめのサヨナラ」（文化放送）
- 3時です もうすぐ夜明けABC（ABCラジオ）

## その他

### ブラジルのMiojo（ミオジオー）
ブラジルでは即席ラーメン一般を「Miojo（ミオジオー）」と呼ぶが、この名称は明星食品に由来する。今やブラジル国内ではどの地方のスーパーマーケットでもミオジオーを入手できる。ブラジルで最初に日本から進出し即席麺を製造販売した会社は日清食品であった。日清食品が競争相手の商標を獲得するには複雑な経緯があったが、結果として明星食品に先手を打った形になった。現在のブラジル・ニッシンは日清と味の素の共同経営となっている。日清の製品がミオジオーの商標で売られ、後者の名前がブラジル全土に普及した。ミオジオーは30年にわたり独占体制を維持できたため、即席ラーメン＝「ミオジオー」という図式が全国に普及した。1980年代にいたり、サンヨー食品が進出し即席麺を製造したが、競争に勝てず撤退した。その後日清は「Nissin」ブランドを宣伝しているが、一度普及してしまった名称の変更は難しく「Nissin」は一向に普及しない。日清が明星を子会社化した今日では、ブランドの争いの問題は消滅した。現在では進出企業のマギーやブラジル地場産業であるSeven Boys、Panko、Arisco、Bertani、Cadore、Patyo、以下さらに数社の競争相手が出現し、百家争鳴の市場となった。競争各社はLamenまたはMacarrao Instantaneo（即席麺）と称している。カップ麺はNissinのカップヌードル（ブラジル国産品）が独占状態にあったが、他社はカップ・スパゲッティーの生産で市場を分割している。カップヌードルは日本製の同名商品と外見の類似性があるが、味はかなり異なる。サンパウロ市の輸入食品雑貨店では舶来の「中華三昧」が国産品とは一味違う高級即席ラーメンとして販売されていた。しかし、2011年後半以後すべての日本製即席ラーメンが店頭から姿を消した。理由は不明である。2013の上半期から再び現れ始めたが、高価かつ希少であり種類が限られている。最近ではアメリカ製の「サッポロ一番」（味はほぼ同じ）ほか、中国製の「出前一丁」（味はかなり違う）、中国各地の地元メーカー製、韓国製の各種即席麺が販売されている。韓国麺に対しブラジルNissinは三種の唐辛子スパイスの強い国産品で対抗した。隣国のアルゼンチンではカップ麺を含め即席麺が普及せず、その存在すら知られてもいない。さらに隣国のチリでは、他社のカップ麺が販売されている。中米のメキシコではカップ麺が主流で、NissinとMaruchanが販売されている。メキシコ製のNissinカップヌードルはブラジル製のそれに酷似するが、小袋入りの強烈なスパイスが付属している。スパイスは激烈であり、その強さはブラジルの唐辛子ラーメンとは比較にならない。

### 『お願い!ランキングGOLD』にて
2011年2月12日放送の『お願い!ランキングGOLD 美食アカデミー2時間スペシャル!!』（テレビ朝日系）にて、明星食品が紹介された。また、同番組オリジナルの辛口審査員集団『美食アカデミー』の面々に明星製品を試食してもらい、本当に美味しいカップ麺の順位を決める企画が行われた。その結果「究麺 ちゃんぽん」が1位に輝いた。

### ぶぶかとの関係
首都圏で展開している油そばチェーン「ぶぶか」（2024年現在はサガミホールディングス傘下）は、元々明星食品の社内ベンチャーとして立ち上げられた店である。「ぶぶか」立ち上げの中心人物である国定裕儀によれば、1994年に東村山市にある自社ファミレスの駐車場の一角を借り、屋台でラーメンを出していたのが始まり。店名の「ぶぶか」は、当時棒高跳びで活躍していたセルゲイ・ブブカに由来しており、ブブカが1cmずつ世界記録を更新している様子から「今日より明日、明日より明後日と少しずつ成長できるラーメン屋になりたい」として名付けたという。翌1995年に吉祥寺に1号店を出すが、当初はラーメンがメインで、油そばを出すようになったのは同年5月から。その後1998年頃からの第1次油そばブームに乗る形で急成長を遂げ、自社ブランドであることからカップ麺化もされるなど人気ブランドとなった。

## 商品回収問題
2017年11月は商品検査やその他の不正が日本国内で多数発覚したあおりを受けた形で「一平ちゃん」や「チャルメラ バリカタ豚骨」等、また、封入添付油の取り違えで「評判屋 コク豚骨ラーメン」等の、それぞれ回収対象となった商品が存在する。なお、該当品目のうち、「チャルメラ バリカタ麺」は前述の「すずネコパッケージ」品が一部該当する。

## 関連会社
- 連結子会社 - 東日本明星株式会社、株式会社ユニ・スター、明星サプライサービス株式会社、明星U.S.A.,Inc.、シンガポール明星食品PTE.LTD.
- 持分法適用会社 - 信越明星株式会社、株式会社玄武